# José Vargas Rueda
José Andrés Vargas Rueda (ur. 1997) – meksykański zapaśnik walczący w stylu klasycznym. Zajął 24. miejsce na mistrzostwach świata w 2023. Wicemistrz panamerykański z 2020 i trzeci w 2025 roku.